# Fender Princeton

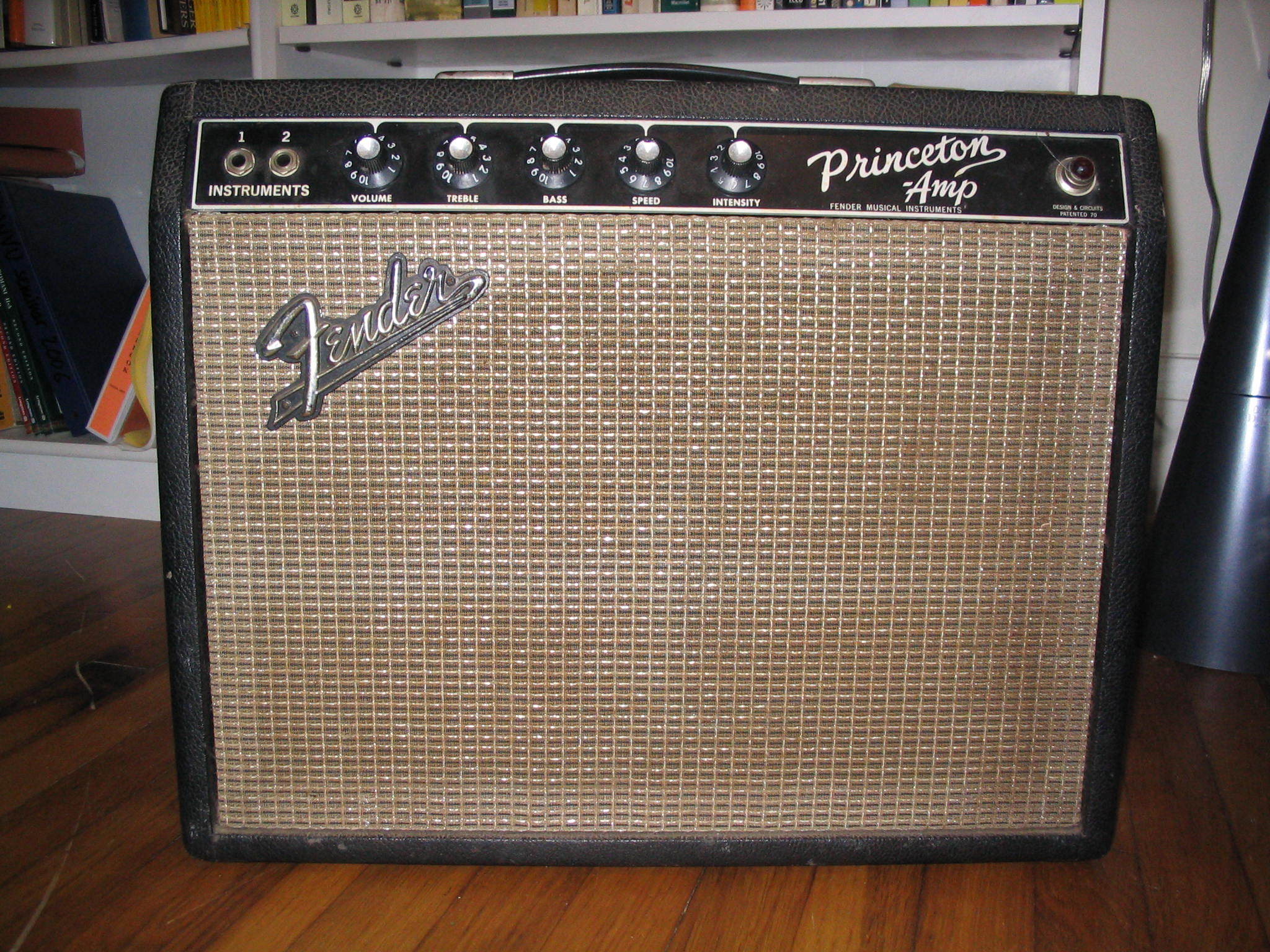
Un amplificateur Fender Princeton de 1966

Le Fender Princeton était un amplificateur de guitare vendu par Fender. Il a été introduit en 1947 et abandonné en 1979.
Lorsque Fender introduit le Champ Amp en 1948, le Princeton est mis plus en retrait par la marque. Les Fender Princetons (ainsi que leur sœur ampères Princeton Reverb), des premiers modèles jusqu'aux modèles des années 1970, sont très appréciés notamment en tant qu'amplificateurs d'enregistrement.
L'original Princeton a utilisé un tube double-triode 6SL7 pour fournir deux étapes d'amplification de tension RC-coupled dans la section préamplifiée. En 1961 le nouveau Princeton est fondamentalement différent dans sa conception (simple 7025 triode doubles dans le préamplificateur, 12AX7 triode double, deux tubes 6V6GT dans la traction de poussée[Quoi ?]). 
Il est particulièrement célèbre comme base pour de Mesa Boogie Mark I, qui est un Princeton équipé d'Hotrodded avec un préampli modifié et un transformateur Bassman, permettant une sortie de gain plus élevé de 60 watts. 
En 2006, Fender a relancé le nom de Princeton, sous les versions « Princeton Recording-Amp » (série Pro-tube) et « Princeton 650 » (sous Dyna-touch série III). L'amplificateur d'enregistrement Princeton est essentiellement un Princeton blackface avec haut-overdrive, compresseur et atténuateur de puissance. Fender a également réédité le Princeton Reverb en 2008.

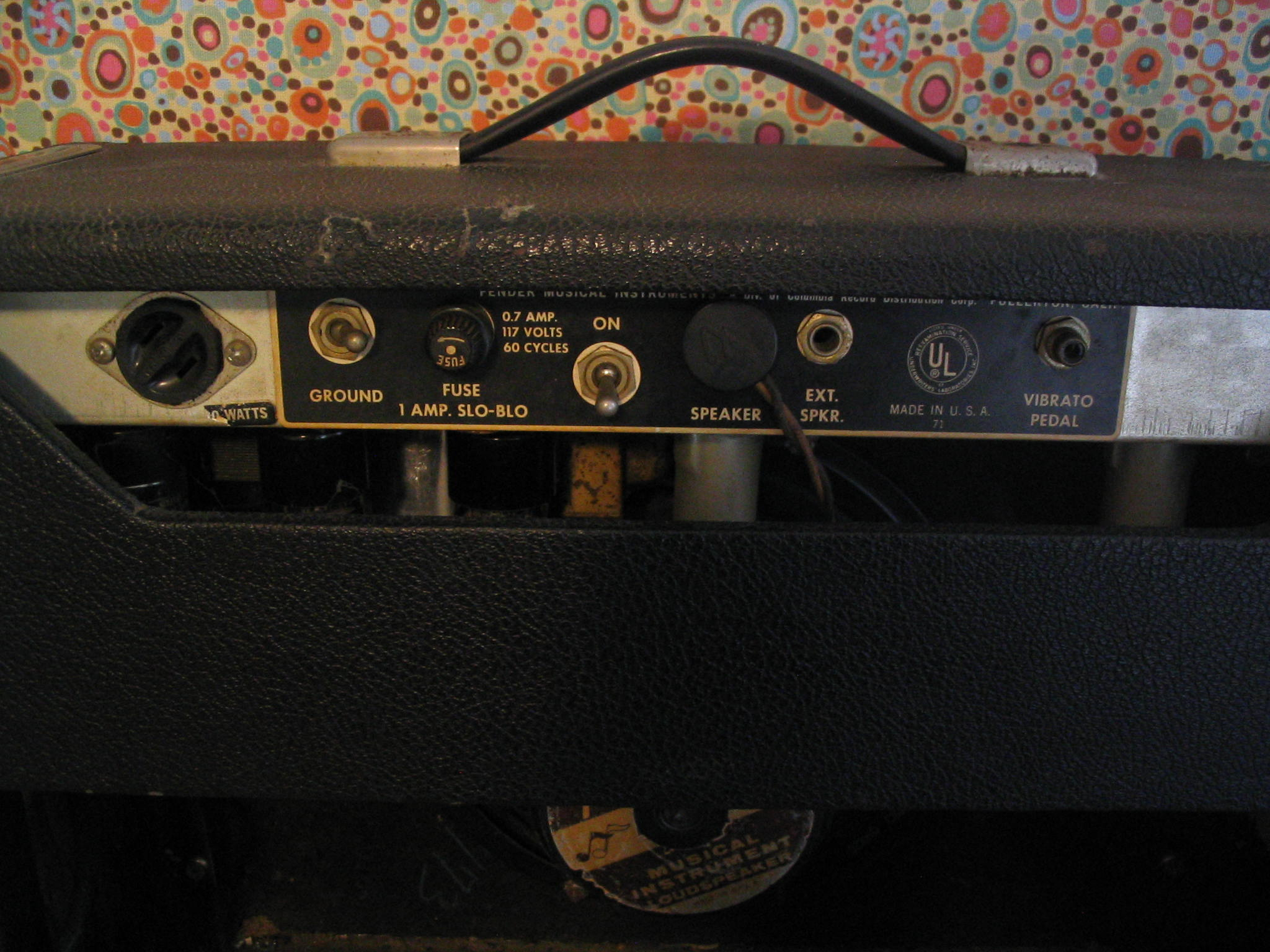
Face arrière d'un amplificateur Princeton de 1966.
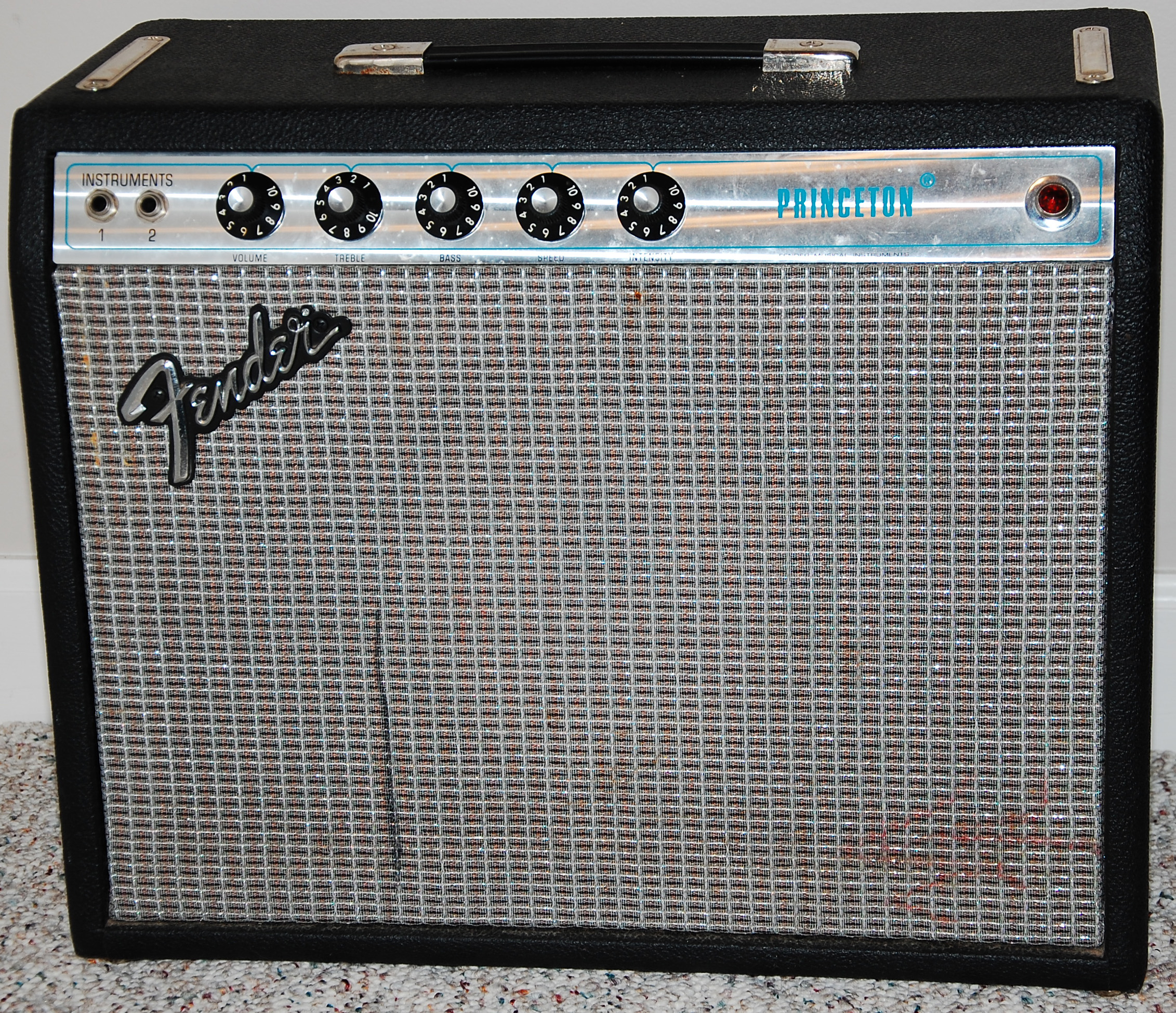
Princeton de 1974/75.
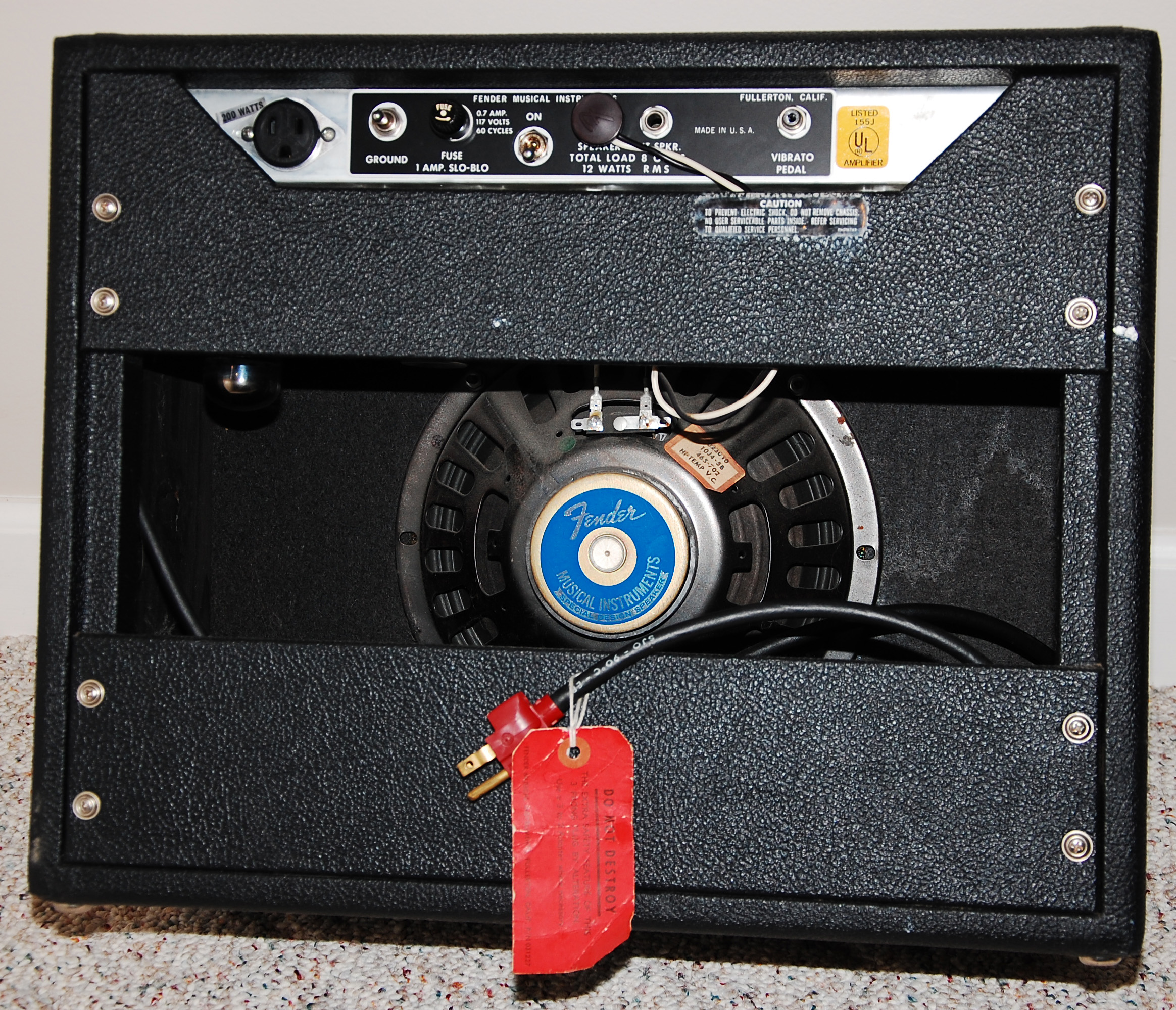
Arrière de l'ampli de 1974/75.